# Catagramma otheres
Catagramma otheres är en fjärilsart som beskrevs av Hans Fruhstorfer 1916. Catagramma otheres ingår i släktet Catagramma och familjen praktfjärilar. Inga underarter finns listade i Catalogue of Life.